# موريل بافلو
موريل بافلو (بالإنجليزية: Muriel Pavlow)‏ هي ممثلة بريطانية، ولدت في 27 يونيو 1921 في المملكة المتحدة.

## أعمال

### أفلام
- (1961) لقد قالت الجريمة

## وصلات خارجية
- موريل بافلو على موقع IMDb (الإنجليزية)
- موريل بافلو على موقع روتن توميتوز (الإنجليزية)
- موريل بافلو على موقع ألو سيني (الفرنسية)
- موريل بافلو على موقع أول موفي (الإنجليزية)
- موريل بافلو على موقع قاعدة بيانات الأفلام السويدية (السويدية)
- موريل بافلو على موقع إن إن دي بي (الإنجليزية)
- موريل بافلو على موقع قاعدة بيانات الفيلم (الإنجليزية)
- موريل بافلو على موقع كينوبويسك (الروسية)